# Абдастарт I (царь Сидона)
Абдастарт I (Стратон I; «раб Астарты»; финик. ‘Abd-‘ashtart или финик. , др.-греч. Στράτων; умер около 352 до н. э.) — царь Сидона (около 365—355/352 до н. э.).

## Биография

### Вступление на престол
Согласно историческим источникам, Абдастарт I — сын и наследник Баалшалима II. Вероятно, он был соправителем отца ещё с 380-х годов до н. э. Начало самостоятельного правления Абдастарта I датируется приблизительно 365 годом до н. э. Он упоминается как царь Сидона, подвластный правителю Ахеменидской державы Артаксерксу II.

### Внутренняя политика
Возможно, вступление Абдастарта I на сидонский престол совпало с экономическим кризисом. На основании нумизматических данных известно, что в 365 году до н. э. содержание драгоценных металлов в сидонских монетах было значительно уменьшено. При Абдастарте I в Сидоне, наряду с серебряными, начали изготовлять и бронзовые монеты. Полученные от этих мероприятий средства были направлены на восстановление сидонского военного флота.
В первой половине IV века до н. э. Сидон был одним из важных пунктов на торговых путях, связывавших владения Ахеменидов с Грецией. Об этом известно из декрета, составленного в Афинах (IG II2 141). В нём сообщается, что Абдастарт I оказал значительную помощь афинскому посольству, направлявшемуся ко двору персидского царя. За это сам Абдастарт I и его потомки получили от афинян статус гостя, а он лично 30 драхм и 10 талантов. Сидонцы же, прибывавшие в Афины для торговли с позволения своего правителя, освобождались от выплаты пошлин (метэкиона). Декрет был высечен на мраморных плитах и установлен в центре Сидона и на Афинском Акрополе. О том, когда именно был заключён сидоно-афинский торговый договор, среди историков единого мнения нет. Предполагается, что он мог быть заключён в самом начале правления Абдастарта I, и что к тому же времени относится и активизация торговых связей Сидона с Саламином на Кипре и с Делосом.
Вероятно по повелению Абдастарта I был основан новый город, известный в эллинистическом мире под названием «Башня Стратона». При иудейском царе Ироде I Великом он был переименован в Кесарию Палестинскую. Хотя, возможно, что основателем «Башни Стратона» был современник и тёзка сидонского царя, правитель Тира Абдастарт II. Однако также существует мнение, что город был основан Птолемеями, получив название в честь египетского военачальника III века до н. э.
Предполагается, что Абдастарт I может быть тождественен тому «Стратону Сидонскому», которого Афиней в «Пире мудрецов» со ссылкой на труды Феопомпа и Анаксамена Лампсакийского описывал как величайшего гедониста своего времени. Якобы, соревнуясь в роскоши и наслаждениях с царём Саламина Никоклом, сидонский царь не останавливался ни перед какими тратами, чтобы превзойти своего соперника.

### Восстание против Артаксеркса III
В трудах античных авторов сообщается, что в 360 или 359 году до н. э. фараон Тахос поднял восстание против Ахеменидов. К коалиции примкнули царь Сидона Абдастарт I, военачальник Хабрий и царь Спарты Агесилай II. Упоминается, что антиперсидские амбиции Абдастарта I основывались на его надежде на непобедимость сильного сидонского военного флота. Отказавшись от подчинения правителю Ахеменидской державы, Абдастарт I повелел чеканить на сидонских монетах не изображение Артаксеркса III, а своё собственное. Фараон Тахос с египетской армией вторгся в Финикию и вместе с союзниками смог дважды — в 358 и 356 годах до н. э. — разбить персидскую армию. Однако в самом Египте росло недовольство Тахосом и его высокими налогами. Против фараона восстали его родственники — другой Тахос и его сын Нектанеб II; на сторону последнего перешли и греческие наёмники фараона во главе с Агесилаем II. Это позволило Артаксерксу III в 355 году до н. э. подавить восстание. Тахос был вынужден искать убежища в Сидоне и вскоре смог добиться у персидского монарха помилования.
О дальнейшей судьбе Абдастарта I приводятся противоречивые сведения. По свидетельству Иеронима Стридонского, правивший четырнадцать лет Абдастарт I скончался ещё до подавления восстания. Якобы, тирский царь, видя крушение своего государства под ударами персов, замыслил лишить себя жизни, что позволило бы его преемнику примириться с Артаксерксом III. Однако он медлил сделать это и в результате был убит по приказу своей супруги, вслед за тем покончившей с собой. Афиней также писал, что сидонский царь погиб насильственной смертью. По другим данным, Абдастарт II был лишён Артаксерксом III престола, а правителем Сидона в 353 году до н. э. был поставлен сатрап Киликии и Заречья Мазей. Однако вскоре царская власть в Сидоне была восстановлена, и на престол был возведён Табнит II (или Теннес). Родственные связи двух сидонских правителей — Абдастарта I и Табнита II — достоверно не известны. На этом основании высказывается мнение, что Абдастарт мог быть последним правителем из династии, основанной Эшмуназором I. Ещё по одному мнению, Абдастарт I с согласия Артаксеркса III смог сохранить власть над своими владениями, но Сидон лишился права чеканить собственную монету. Также часть земель, подвластных сидонскому царю, по требованию персов была передана правителю Тира, сохранившему верность Артаксерксу III. Современные историки считают участие Абдастарта в восстании фараона Тахоса «большой политической ошибкой» сидонского правителя, ввергнувшей его владения и подданных в экономический и политический кризис. Сторонники этой версии предполагают, что Абдастарт I мог скончаться около 352 года до н. э.

### Саркофаг плакальщиц
В 1887 году Осман Хамди-бей обнаружил в царском некрополе Сидона саркофаг, получивший название «Саркофаг плакальщиц». На нём сохранилось имя — «Абдастарт». Предполагается, что на саркофаге изображена церемония оплакивания Абдастарта I. В настоящее время «Саркофаг плакальщиц» выставлен в Археологическом музее в Стамбуле, где находятся погребальные артефакты, связанные и с другими правителями Сидона.